# Sphecodes albociliatus
Sphecodes albociliatus är en biart som beskrevs av Meyer 1922. Sphecodes albociliatus ingår i släktet blodbin, och familjen vägbin. Inga underarter finns listade i Catalogue of Life.